# Pierre Danzelle
Pierre Danzelle (* 2. November 1917 in Sète; † 1. November 1988) war ein französischer Fußballspieler und -trainer.

## Spielerkarriere
Der 180 Zentimeter große Mittelfeldspieler rückte 1936 mit 18 Jahren in die Profimannschaft des FC Sète auf. Für den Erstligisten kam er im Verlauf der Saison 1936/37 zu einer Zeit, in der Ein- und Auswechslungen noch nicht möglich waren, auf zehn Einsätze. Anschließend schaffte er den Sprung in die erste Elf und stand bei allen Partien auf dem Platz, als sich die Mannschaft in der Spielzeit 1938/39 den französischen Meistertitel sichern konnte; dazu trug er acht Tore bei. Im selben Jahr wurde der Zweite Weltkrieg begonnen und setzte dem regulären Spielbetrieb ein vorläufiges Ende.
Trotz des Krieges konnte Danzelle weiterhin Fußball spielen und nahm an den inoffiziellen Meisterschaften teil, die weiterhin ausgetragen wurden. 1942 gewann er mit Sète die Meisterschaft Südfrankreichs und schaffte zugleich den Sprung ins landesweite Pokalfinale; dort scheiterte sein Team allerdings mit 0:2 an Red Star Paris. Von 1943 bis 1944 gehörte er der ÉF Montpellier-Languedoc an, die vorwiegend Spieler aus der Region Languedoc umfasste, zu der auch Sète gehört. Die regulären Vereine, die für diese Spielzeit nicht zugelassen waren, wurden 1944 wieder ins Leben gerufen, woraufhin Danzelle zu Sète zurückkehrte. 
1945 erfolgte die Rückkehr zum offiziellen Spielbetrieb, wobei der Mittelfeldakteur beim FC Sète zwar weiterhin als Stammspieler gesetzt war, mit der Mannschaft jedoch nicht an den Erfolg aus dem Jahr 1939 anknüpfen konnte und nicht über den 13. Rang hinauskam. Nach ähnlichen Resultaten in der Saison 1946/47 wurde dem Spieler im Jahr 1947 die Trainerverantwortung übertragen, sodass er zum Spielertrainer wurde. Unter seiner eigenen Regie behielt er seine Rolle als Leistungsträger auf dem Feld, entging dem Abstieg 1948 aber nur äußerst knapp. Im selben Jahr verlor er beide Posten und verließ zugleich nach 158 Erstligapartien mit 28 Toren als Spieler die höchste nationale Spielklasse.
Er fand im Zweitligisten Olympique Nîmes einen neuen Arbeitgeber, wo er in der Spielzeit 1948/49 jedoch ausschließlich als Spieler vorgesehen war. Trotz regelmäßiger Einsätze kehrte er dem Verein nach einem Jahr den Rücken und unterschrieb 1949 beim Ligakonkurrenten FC Rouen. Für Rouen lief er eine weitere Saison lang auf, ehe er 1950 im Alter von 32 Jahren seine aktive Laufbahn beendete.

## Trainerkarriere
Direkt im Anschluss an sein Karriereende knüpfte er an seine bereits bei Sète begonnene Trainerlaufbahn an und übernahm die Verantwortung beim Amateurklub AS Aix; diesen Posten führte er für ein Jahr bis 1951 aus. Von 1960 bis 1962 saß er bei Cercle Dijon auf der Bank, der damals ebenfalls im Amateurfußball antrat; einige Jahre zuvor hatte er sich im elsässischen Guebwiller um die Einrichtung einer Fußballakademie bemüht. Eine letzte Rückkehr in den bezahlten Fußball gelang dem Ex-Profi, als er am 5. März 1970 zum Cheftrainer des Erstligisten Girondins Bordeaux wurde; das Amt gab er im Sommer desselben Jahres wieder ab.